# Iskra (gruppo musicale)
Gli Iskra sono un gruppo musicale blackened crust anarchico nato nel 2002, proveniente da Victoria, nella Columbia Britannica. Il loro nome in russo vuol dire "scintilla" (искра).

## Attività
Poiché la band suona, registra e pubblica la maggior parte del proprio materiale al di fuori dei confini del mass media, viene considerata come parte della tradizione punk underground anarchica, che è emersa verso la fine degli anni '70 grazie ad artisti come Crass e Discharge. Unendo sonorità crust punk, black metal, death metal vecchia scuola, powerviolence, grindcore e thrash metal, gli Iskra affermano di aver creato uno stile a sé, chiamato "blackened crust." Ovvie influenze musicali della band sono Slayer, Bathory, e Amebix. La band include gli ex-componenti del gruppo anarcho-punk canadese Black Kronstadt, che successivamente ha autodescritto la propria musica come "blackened crust."
Liricalmente, gli Iskra portano avanti la tradizione anarcho-punk di Crass e Conflict. Apertamente dichiarati anarchici, la band demonizza problematiche sociali come omofobia, sessismo, razzismo, problematiche dei popoli indigeni, gli effetti dell'organizzazione politica, sia di Destra che di Sinistra, così come istituzioni capitaliste (come la World Trade Organization, la Banca Mondiale, il Central American Free Trade Agreement (CAFTA), il North American Free Trade Agreement (NAFTA) e l'Independent Task Force on North America).

## Formazione

### Formazione attuale
- Wolf Edwards - chitarra[4]
- Danielle - voce
- Cody - batteria
- Ray Hawes - basso

### Ex componenti
- Sean - voce
- Scott - voce
- Mel - voce
- Aaron - voce
- Brett - basso e voce
- Calvert - batteria
- Jasper Van Der Veen - batteria
- Jesse - batteria
- Chris - batteria
- Nick Engwer - chitarra
- Devin - basso

## Discografia
- Demo, 2003
- Iskra LP (Profane Existence), 2004
- Fucking Scum Cassette (Harsh Brutal Cold Productions), 2004
- The Terrorist Act EP Single (Unrest Records), 2005
- Bring the War Home split CD/LP with Against Empire of Los Angeles (Rodent Popsicle Records), 2006
- Iskra/Self Rule Split (Unrest Records), 2007
- Selected Works, compilation of all work excluding Bring the War Home (Profane Existence), 2007
- Bureval (Black Raven Records), 2009
- European Tour Demo Demo (Black Raven Records), 2012
- Ruins (Yehonala Tapes), 2015